# IPBS-Toulouse
L'Institut de pharmacologie et de biologie structurale, est un centre de recherche conjoint du Centre National de Recherche Scientifique (CNRS) et de l’Université Toulouse-III-Paul-Sabatier. Juridiquement, c'est une unité mixte de recherche (UMR) dont l’objectif majeur est d'identifier et de caractériser de nouvelles cibles thérapeutiques dans les domaines du cancer, de l'infection et de l'inflammation.
L'institut est situé au 205, route de Narbonne et partage le campus avec le Laboratoire de Chimie de Coordination (LCC).
L'IPBS est acteur de l'essor du pôle toulousain sur le cancer et des maladies infectieuses : membre fondateur de la Fédération de Recherche en Biologie de Toulouse (FRBT), un réseau scientifique des principaux laboratoires des sciences de la vie de Toulouse, membre actif du Cancéropole Grand Sud-Ouest, partenaire de l'Oncopôle de Toulouse et membre du Laboratoire d'Excellence Toulouse Cancer (LABEX TOUCAN).
En 2023, la structure fédérative de recherche biomédicale de Toulouse (SFR-BMT, FED 4138) et de la Fédération de recherche en biologie de Toulouse (SFR-BT, FR 3451) fusionnent et devient la Structure Fédérative de Recherche « Biologie et Biotechnologie pour la Santé » (SFR-B2S)

## Histoire

### Depuis le1erjanvier 2021
L’institut regroupe 17 équipes de recherche qui travaillent aujourd'hui en étroite collaboration autour de deux grands axes de recherche dans les domaines du cancer, de l'infection et de la santé : "Biologie du microenvironnement tissulaire et cellulaire", et "Mécanismes moléculaires et structurels de la maladie".
Olivier Neyrolles prend la direction de l'IPBS-Toulouse au 1er janvier 2021. La politique scientifique de l'IPBS est d'accroître sa visibilité et son attractivité, à travers, la coopération internationale par le recrutement de responsables d'équipes internationaux, le renforcement de l'accueil des étudiants et des chercheurs étrangers et la participation à des programmes de mobilité tels que les "Programmes Communs de Recherche" développés par le CNRS et les "partenariats Hubert Curien" développés par le Ministère de l'Europe et des Affaires étrangères.

### 2009 - 2020
En janvier 2009, le docteur Jean-Philippe Girard succède au professeur François Amalric au poste de directeur de l'institut. La politique actuelle de l'IPBS est d'accroître sa coopération internationale par le renforcement du cadre d'accueil des étudiants et chercheurs étrangers, et par la participation à des programmes de mobilité tels que "Projets de Recherche Conjoints" (PRC) développés par le CNRS et "Partenariats Hubert Curien" (PHC) développés par le ministère de l'Europe et des Affaires étrangères.

### 1999 - 2008
Sous la direction du Professeur François Amalric, l'IPBS poursuit les mêmes objectifs : la caractérisation et la validation de nouvelles cibles pharmacologiques par des approches de biologie moléculaire et cellulaire, ainsi que l'analyse des relations structure/fonction des biomolécules et de leurs assemblages.
En 2005, le département "Biologie du cancer" est créé, et cinq nouvelles équipes sont recrutées au niveau international dans les deux principaux axes de recherche couverts par le département : la recombinaison et réparation de l'ADN, et le microenvironnement tumoral. Par ailleurs, l’année 2009 voit naître le nouveau département "Biologie structurale et biophysique", en vue d’améliorer la visibilité des équipes de l'IPBS en biologie structurale et en biophysique.

### 1996 - 1999
Le professeur Jean Cros fonde l'Institut de pharmacologie et de biologie structurale en 1996 pour appliquer les méthodes et concepts de la biologie cellulaire, moléculaire et structurale moderne à l'identification et à la validation de nouvelles cibles pharmacologiques dans les domaines du cancer et des récepteurs couplés aux protéines G. L'ouverture d'un nouveau bâtiment en décembre 1997 permet de réunir tous les groupes de recherche de l'institut sur un même site.
En 1972, Claude Paoletti et Jean Cros créent le Laboratoire de Pharmacologie et de Toxicologie Fondamentales (LPTF), qui deviendra en 1990 le septième pôle français du programme national IMABIO (Ingénierie des macromolécules). De nouvelles thématiques de recherche telles que la cancérologie, la neurologie et la génotoxicologie émergent.
Entre 1990 et 1995, de nouvelles équipes arrivent pour développer les thématiques de la tuberculose, de l’ingénierie des protéines, et de la biologie structurale.

## Logos
En 2020, l'IPBS change de logo et fait évoluer son image pour mettre en avant les maladies sur lesquelles les chercheurs travaillent : cancer, infection et inflammation.

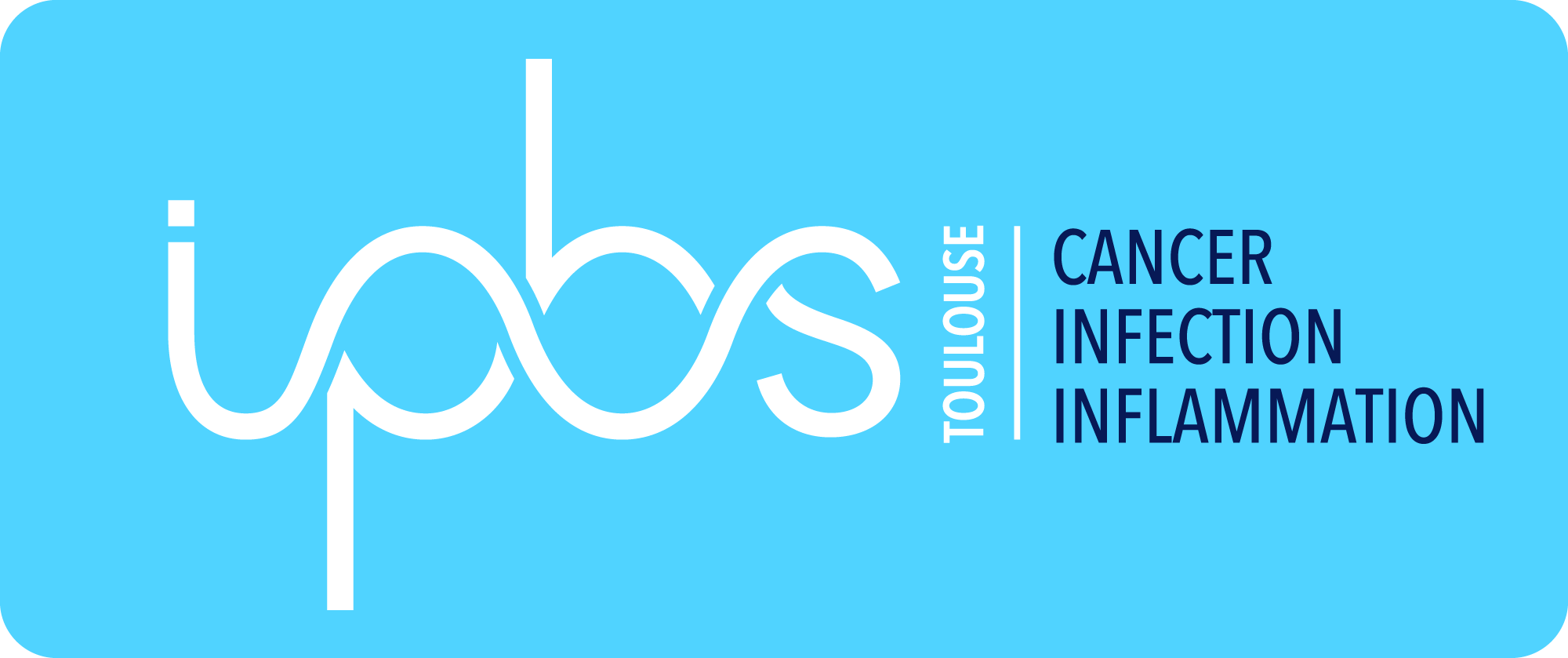
Nouveau logo 2020 - forme horizontale
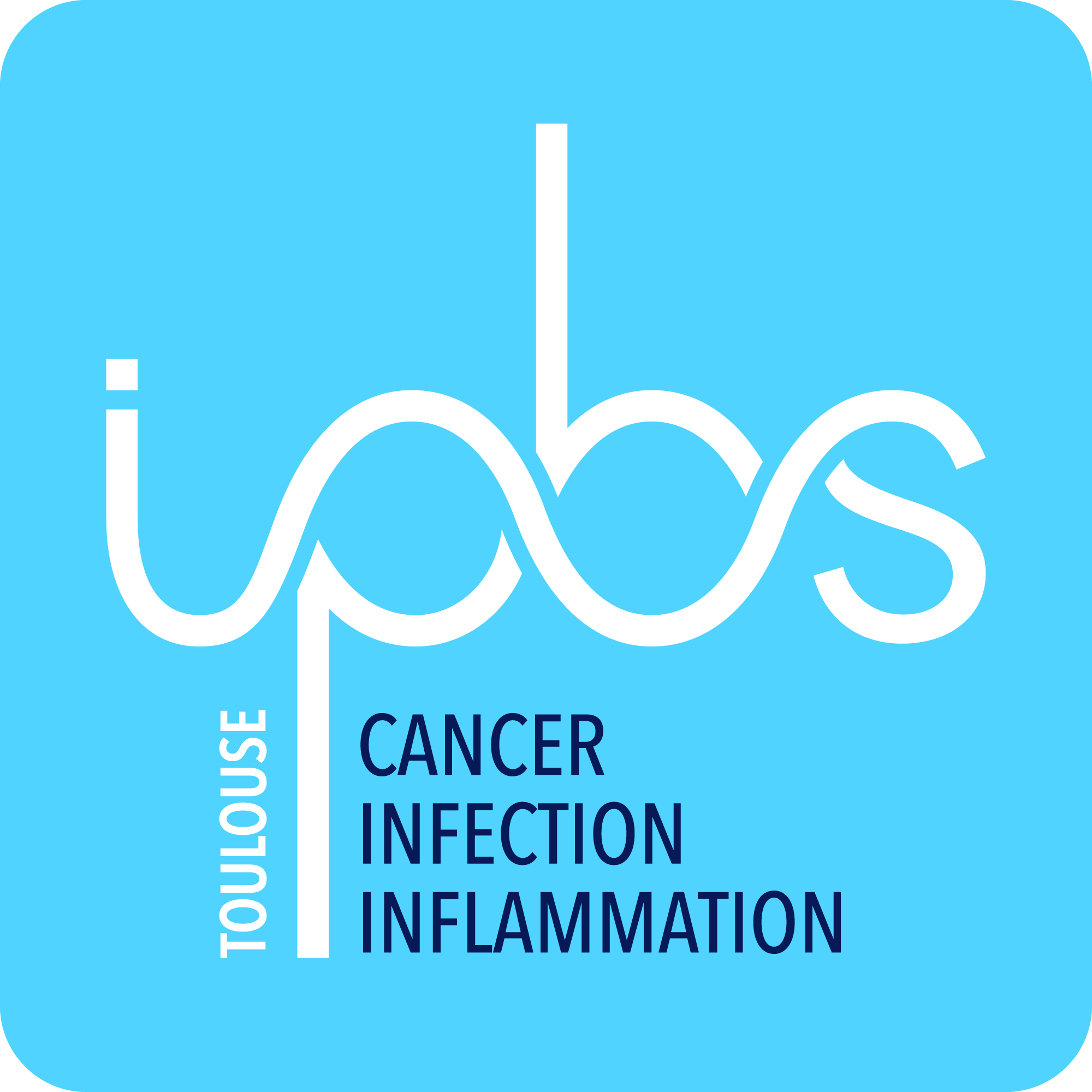
Nouveau logo 2020 - forme carrée
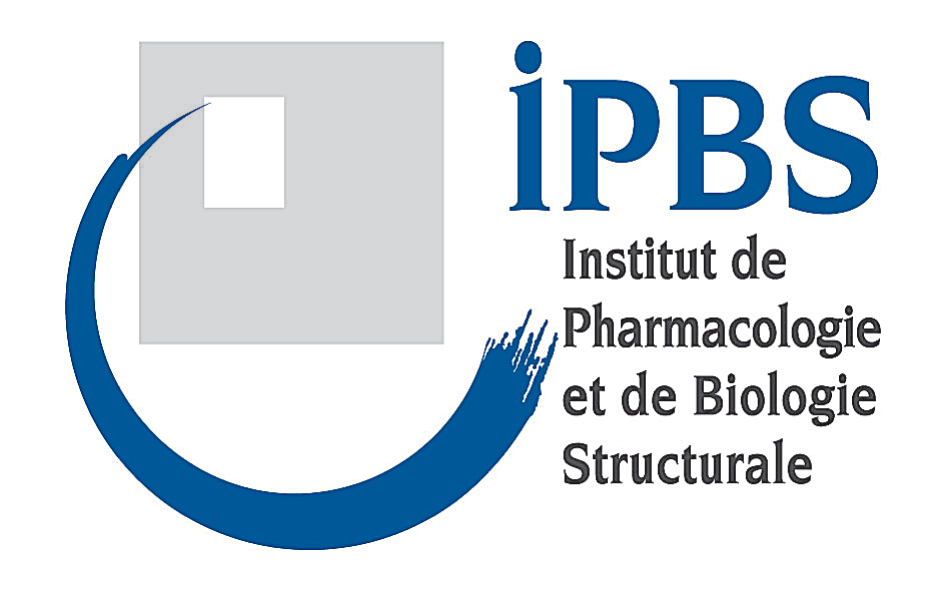
Ancien logo de l'IPBS jusqu'en 2016
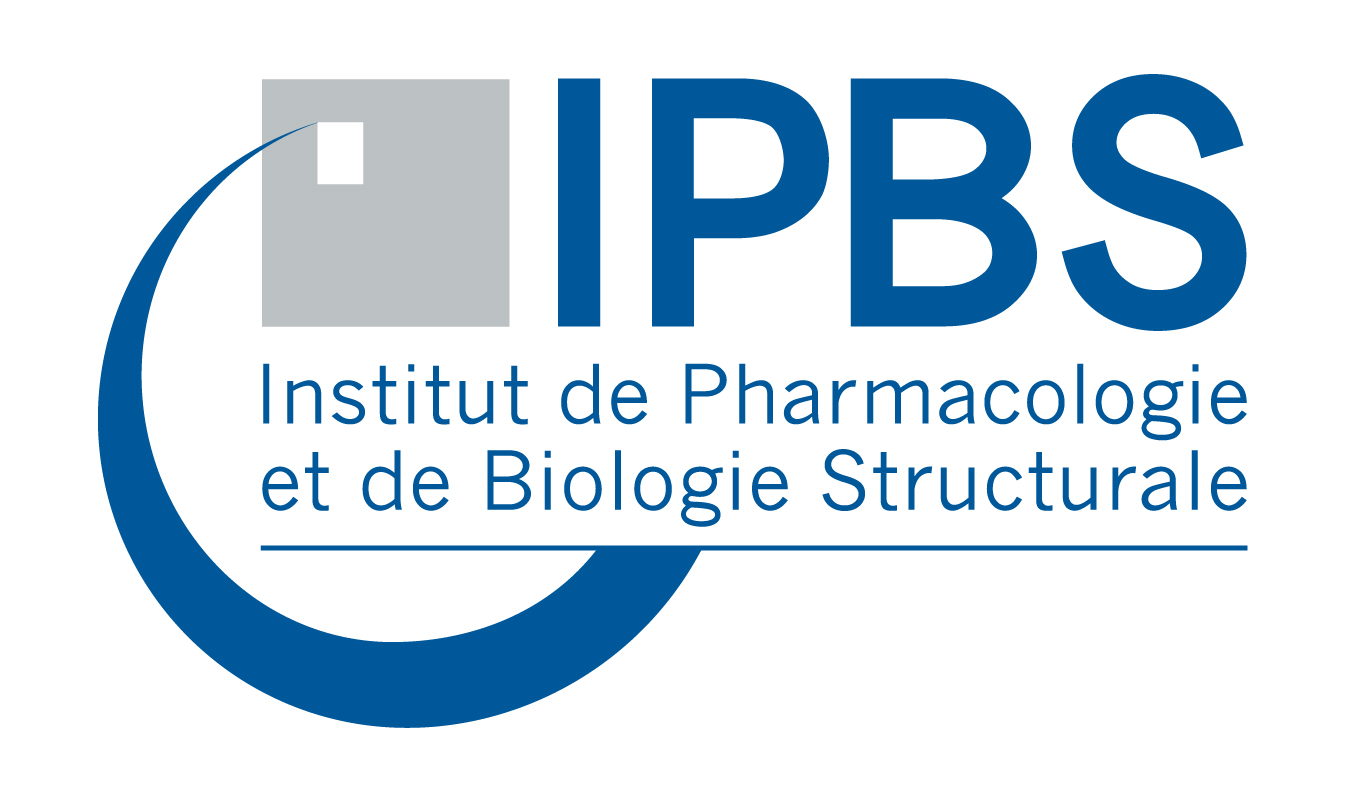
Actuel logo de l'IPBS depuis 2016
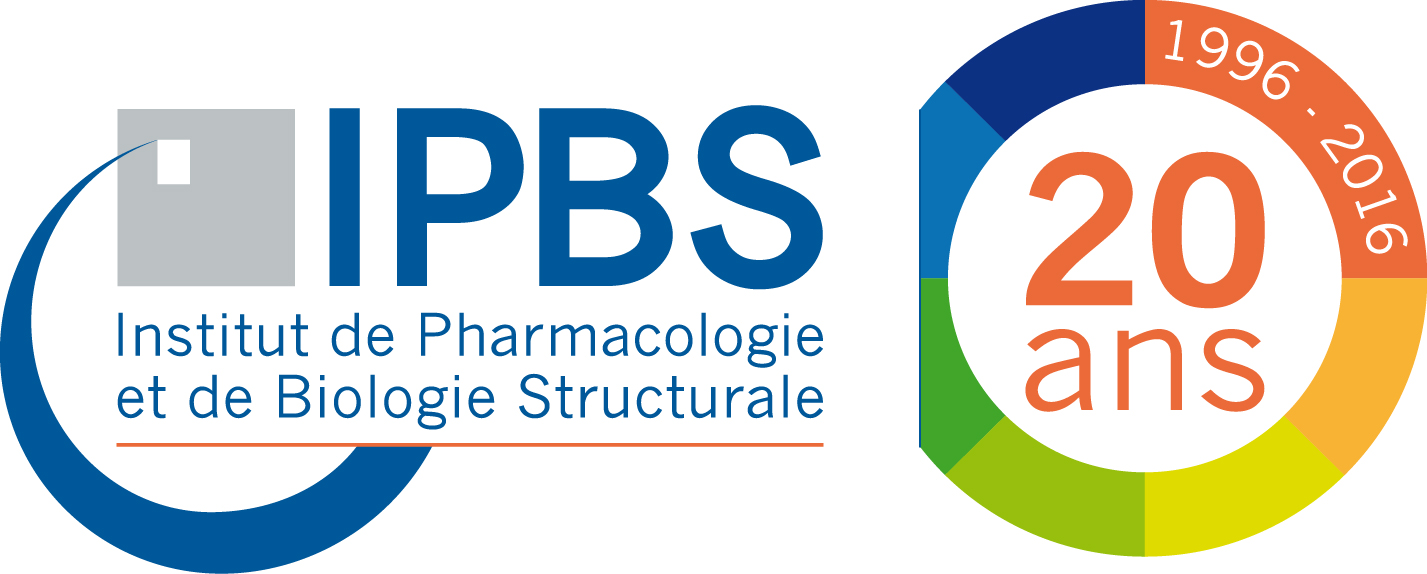
Logo du vingtième anniversaire de l'IPBS

## Domaines de recherche
L'IPBS compte dix-huit équipes de recherche.
Les nouveaux objectifs scientifiques s'appuient sur deux axes de recherche complémentaires liés au cancer, à l'inflammation et aux maladies infectieuses :
- Biologie du microenvironnement tissulaire et cellulaire - Ce premier axe de recherche visera à l'étude, aux niveaux tissulaire et cellulaire, du microenvironnement dans la maladie et de son influence sur le traitement. Il recouvrera les thématiques suivantes :
  - Le microenvironnement dans le cancer, les maladies inflammatoires et infectieuses : rôle dans la protection/sensibilité à la maladie et impact sur le traitement
  - Les cellules immunitaires/inflammatoires dans le cancer, les maladies inflammatoires et infectieuses
  - Le métabolisme des cellules eucaryotes et bactériennes dans le cancer et les infections
- Mécanismes structurels et moléculaires de la maladie : Ce second axe de recherche sera lié, au niveau moléculaire, à l'étude des mécanismes structurels et moléculaires de la maladie, afin de caractériser les cibles et de proposer des candidats pour de nouvelles thérapies. Il recouvrera les thématiques suivantes :
  - Relations structure-fonction-activité des protéines et des complexes protéiques dans les cellules eucaryotes et les bactéries, et conception rationnelle de ligands fonctionnels pour le traitement du cancer et des infections dans les cellules immunitaires/inflammatoires dans les cas de cancer, de maladies inflammatoires et infectieuses.
  - Stabilité du génome
  - Lipides eucaryotes et bactériens, membranes et enveloppes
  - Tolérance et résistance aux médicaments dans les cas de cancer et d'infection

Des approches d'ingénierie tissulaire telles qu'organes sur puce, organoïdes et impression de tissus en 3D, qui combinent des cellules avec des matériaux d'ingénierie, sont utilisées pour étudier les fonctions des organes et améliorer les stratégies d'administration de médicaments.
L'utilisation et le développement de technologies corrélatives d'imagerie et d'ingénierie tissulaire, soutenues par l'expertise actuelle en microscopie optique, spectrométrie de masse et imagerie moléculaire permettent de mieux comprendre le microenvironnement tissulaire et cellulaire dans les tumeurs et les tissus infectés.

## Plateformes technologiques
L'institut dispose d’un large éventail d'installations technologiques et d'équipements de pointe à l’intention de la communauté scientifique toulousaine, nationale et internationale. Quatre plateformes technologiques, labellisées au niveau national "Infrastructures en Biologie Santé et Agronomie (IBiSA)" (coordination nationale des plateformes de sciences de la vie) sont accueillies sur le campus de l'institut. Elles adhèrent à la charte du GIS GENOTOUL qui coordonne les plateformes toulousaines en sciences du vivant.
Ces équipements technologiques sont ouverts aux groupes de recherches des secteurs académique et privé et impliqués dans le développement et l'innovation technologique. 
Ces plateformes ont toutes obtenues la certification NF X 50-900, norme spécifique aux plateformes technologiques qui englobe une certification ISO9001:2015 (Lloyd's Register Quality Assurance, LRQA).

### Deux plateformes principales
- Protéomique/ ProteolToul[13] (Responsable scientifique : Docteur Odile Schiltz).

S'appuyant sur son expertise dans le domaine de la spectrométrie de masse et de la protéomique et utilisant des instruments de spectrométrie de masse et des outils bio-informatiques de pointe, l'Infrastructure protéomique de Toulouse propose aux communautés scientifiques académiques et industrielles des analyses de pointe en protéomique. L'installation est en mesure de gérer des programmes dans divers domaines allant de la biologie et de la santé à des applications agricoles.
- PICT ("Plateforme Intégrée de Criblage de Toulouse "; Responsable scientifique : Docteur Virginie Nahoum).

PICT est une plateforme multidisciplinaire qui vise à fournir à la communauté scientifique et médicale un ensemble complet de technologies et d'expertise permettant l'identification aléatoire ou structurale et la conception rationnelle d'inhibiteurs de cibles thérapeutiques, ou d'effecteurs de toute autre cible, la découverte de nouvelles enzymes et la caractérisation de leurs interactions.

### Deux plateformes partenaires
- TRI-IPBS[16] ("Toulouse Réseau Imagerie" site IPBS ; Responsable scientifique : Docteur Renaud Poincloux).

La plateforme technologique propose l'expertise et l'instrumentation qui permet de visualiser des systèmes complexes allant de la molécule unique aux organismes entiers et dans une échelle de temps allant de quelques nanosecondes à plusieurs jours grâce à l'imagerie à intervalles de temps. De plus, elle possède l'instrumentation et l'expertise pour la caractérisation phénotypique et le tri des cellules eucaryotes et procaryotes par cytométrie en flux.
- Anexplo-IPBS (Responsable scientifique : Docteur Magali Jacquier).

Les installations zootechniques de l’IPBS font partie de la plateforme technologique "ANEXPLO/Genotoul" de Toulouse qui comprend huit autres sites avec des compétences techniques complémentaires.

## Scientific Advisory Board (SAB)
Le Comité Consultatif Scientifique conseille le directeur et le comité de direction, à la fois sur la politique scientifique de l'institut mais aussi sur les aspects stratégiques liés à la vie des équipes de recherche (création, modification des orientations de recherche, transition, etc.). Par ailleurs, il évalue les projets scientifiques menés par chaque équipe de recherche de l'institut.
Il est composé de neuf chercheurs internationalement reconnus (par ordre alphabétique) :
- Frederick Alt de Harvard Medical School,
- Patrick Couvreur de l’Institut Galien Paris Sud[18],
- Sabine Ehrt de Weill Medical College,
- Wolf-Dietrich Hardt (d) de l'École polytechnique fédérale de Zurich

- Kathryn Lilley de l’Université de Cambridge,
- Fatima Mechta-Grigoriou de l'Institut Curie
- Rajan Sankaranarayanan du Centre for Cellular and Molecular Biology à Hyderabad
- Eric Solary de l’Institut Gustave-Roussy,
- David Russell de l’Université Cornell.

Mina Bissell du Laboratoire national Lawrence-Berkeley est nommée Membre honoraire.

## Transfert technologique et partenariat avec l’industrie
Depuis 1999, l’IPBS a été très actif dans le partenariat avec l’industrie. Le premier centre de criblage à haut débit public-privé entre le CNRS et Pierre Fabre SA a été présent à l'IPBS de 1999 à 2003. Neuf petites entreprises de biotechnologie (start-ups) ont été créées ou incubées à l'IPBS au cours des dix dernières années. 
Cinquante demandes et extensions de brevets ont été déposées et près de 95 accords par an sont conclus. L'IPBS travaille en étroite collaboration avec le CNRS et la Société d'Accélération du Transfert de Technologies (SATT). Depuis 2020, l'IPBS accueille la société de biotech G.CLIPS  , qui propose des solutions pour la recherche d'agents thérapeutiques ciblant les protéines membranaires.
En reconnaissance de toutes ces activités, l’IPBS s’est vu recevoir le prix "Trophées de l’Innovation INPI 2008". Chaque année, l'IPBS et ses partenaires industriels accompagnent la formation de plusieurs doctorants dans le cadre de bourses CIFRE.
Les partenaires industriels comprennent : Abtech, Artichem, Adisseo France, Aureus Pharma, BetaTech, BT Pharma, Biovector Therapeutics, Bruker, Cayla, Centre d’Immunologie Pierre Fabre, CERPEM, CRIIT Castres, Diverchim, EDF, Endocube, GlaxoSmithKline, Genclis, GTP Technology, Immuno Designed Molecules, Institut Européen de Biologie Cellulaire, Institut de Recherche Pierre Fabre, L-Path (États-Unis), Millegen, Mitsui-Norin, Nanobiotix, Novaleads, Oncodesign, Palumed, Pierre Fabre Dermo Cosmétique, Praxcell, Protein Biosensor, Sanofi-Aventis, SFRI, Techniques et Fabrication Électroniques, Total, Véolia…
Outils légaux et bonnes pratiques : Contrats de services techniques et de consultation, de collaboration en recherche, de consortium et de confidentialité, de consultation, de transfert de matériel, de données de livres de laboratoire, de contrôle de la qualité...
Aide à la création de start-ups : Depuis 1999, l'IPBS a développé des collaborations scientifiques et/ou accueilli les activités de neuf entreprises : Abtech (radiée le 9/01/2008), Endocube (radiée le 3/12/2008), Millegen (clôturée), Novaleads (radiée le 9/10/2014), Nanobiotix, Protein Bio Sensor (immatriculée le 7/06/2005), Praxcell (radiée le 3/05/2012), Icelltis (immatriculée le 10/01/2008).

## Relations internationales
Les recherches menées au sein de l'IPBS impliquent plus de 150 collaborations internationales. Elles s'inscrivent dans de grands consortiums internationaux (NIH) et européens (de FP5 à Horizon 2020) : Membre de la Tuberculosis Vaccine Initiative (TBVI, Union Européenne), Membre de la Collaboration for Tuberculosis Vaccine Discovery (CTVD), de la Fondation Bill-et-Melinda-Gates, coordination d'un réseau européen "Innovative Training Network" (Actions Marie Skłodowska-Curie) sur la biologie structurale des protéines membranaires.
Depuis 2000, l'IPBS fait partie du Consortium TBVAC. Ce dernier rassemble un grand nombre de partenaires clés provenant d'excellents laboratoires d'Europe, ainsi que des États-Unis, d'Asie, d'Afrique et d'Australie, dont beaucoup sont des leaders mondiaux dans le domaine de la tuberculose. Des scientifiques et des développeurs de 40 partenaires de recherche collaborent à ce projet, débuté en 2015 pour quatre ans.
Depuis 2015, l’IPBS participe à divers projets européens, tels que RESPIRE 2 et 3, et au réseau de formation initiale (ITN) GLYCOGAN.
Sur la base d'une collaboration solide et ancienne avec l'Université de Ljubljana, l'IPBS a développé un laboratoire européen associé (LEA) intitulé "Pulsed Electric Fields Applications in Biology and Medicine", abrégé en LEA EBAM. Ce laboratoire franco-slovène "sans murs", créé en janvier 2011, a été renouvelé jusqu'en 2018.
En 2016 un nouveau Partenariat International de Recherche (IRP, ex. LIA) a été créé entre le CNRS et le CONICET (Argentine) et a renouvelé en janvier 2021 pour quatre années supplémentaires.
Les équipes de l’IPBS sont également membres de programmes européens de coopération transfrontalière, à travers le POCTEFA 2014-2020 interrégional (Espagne-France-Andorre) créé pour promouvoir le développement durable des territoires frontaliers des trois pays des deux côtés des Pyrénées.
Au cours des dernières années, l'IPBS a participé à différents programmes européens: bourse ERC strating grant du Conseil Européen de la Recherche  accordée en 2018 au Dr. Étienne Meunier (projet INFLAME), le financement ERA-NET sur la résistance antimicrobienne (JPI-AMR), les projets TBVAC2020 et SMA-TB financés par H2020 (qui visent à élaborer des vaccins et des thérapies dirigées vers l'hôte contre la tuberculose), et le réseau doctoral européen Actions Marie Skłodowska-Curie en protéomique/bio-informatique PROTREIN.

## Distinctions

### Talents du CNRS
Chaque année le CNRS récompense celles et ceux qui ont le plus contribué à son rayonnement et à l’avancée de la recherche.
- La médaille d'argent est remise à des chercheurs et des chercheuses déjà reconnus sur le plan national et international[37] : Jean-Philippe Girard (2013)[38] et Olivier Neyrolles (2021)[39] .
- La médaille de bronze récompense le premier travail d'un chercheur ou d'une chercheuse prometteur dans son domaine[40] : Olivier Neyrolles (2009)[41], Sébastien Britton (2018)[42], Julien Marcoux (2020)[43],[44], Etienne Meunier (2022)[45] et Matthieu Chavent (2023)[46]
- La médaille de cristal distingue des femmes et des hommes, personnels d'appui à la recherche CNRS[47]: Bernard Monsarrat en 1999, Valérie Guillet (2012)[48], Isabelle Saves (2020)[49],[50], Renaud Albigot (2021)[51] et Aline Tridon (2023)[52].

### Prix internationaux prestigieux
- Bourse de démarrage ERC : Étienne Meunier en 2018[53],[54]
- Classe du Collège des Fellows de l'AIMBE: Justin Teissié en 2017[55]
- Le prix du jeune glycoscientifique de l'Organisation internationale des glycoconjugués (OIG): Yoann Rombouts en 2017[56]
- Le prix national junior Sanofi Pasteur: Olivier Neyrolles en 2016 pour son travail sur la tuberculose] dans le domaine des maladies tropicales négligées [57]
- Sénateur honoraire Université de Ljubljana (Slovénie): Justin Teissié en 2015[58]

### Prix des fondations caritatives

#### Fondation pour la recherche médicale
- Le prix "Jacques Piraud" [59], vise à reconnaître les travaux d'un chercheur dans le domaine des maladies infectieuses: Olivier Neyrolles en 2020[60].

- Le prix "Jean-Paul Binet" [61], est destiné à récompenser des travaux de recherches cliniques ou expérimentales sur les pathologies cardiovasculaires ou sur les xénogreffes : Jean-Philippe Girard en 2016[62]

#### Fondation ARC pour la recherche sur le cancer
- Le grand Prix Oberling-Haguenau Fondation ARC récompense chaque année depuis 2019, un chercheur et son équipe ayant apporté des avancées majeures dans la compréhension ou la prise en charge des cancers : Jean-Philippe Girard (2023)[63].

#### Autres fondations caritatives
- Le prix de la Fondation de l'avenir, récompense de jeunes chirurgiens pour leur activité de Recherche et est attribué, en collaboration avec l’Académie Nationale de Chirurgie, par la Fondation de l’Avenir: Cécile Manceau en 2021[64].
- Le prix "Jean valade" de la Fondation de France, récompense des découvertes dans le domaine médical qui trouvent une application diagnostique, physiopathologique ou thérapeutique potentielle: Jean-Philippe Girard en 2019[65].
- Le prix du "Coups d'élan pour la recherche française" de la Fondation Bettencourt Schueller: Olivier Neyrolles en 2013[66]
- Le prix "Ruban Rose Avenir" de l'association Le Cancer du Sein, Parlons-en !: Jean-Philippe Girard en 2011
- Le prix "Étoiles de la Santé" de la Fondation Oréade-Prévifrance: Jean-Philippe Girard en 2012 pour ses travaux sur les vaisseaux HEV et le cancer[67]
- Le prix des jeunes chercheurs de la Fondation Roland Garrigou pour la culture et la santé (Fonroga)[68]: Laure Gibot et Étienne Meunier en 2017[69], Emma Lefrancais (2018)[70]et Jelena Kolosnjaj-tabi et Frederic Lagarrigue (2019)[71].

### Académies
- Olivier Neyrolles est nommé membre de l'Academia Europea, leur mission est de promouvoir le développement et la dissémination de la science et de l'éducation auprès du grand public en 2020[72].
- Sont nommées membres de l'Académie des sciences, inscriptions et belles-lettres de Toulouse, Isabelle Maridonneau-Parini en 2018 et Catherine Muller-Staumont en 2021

### Prix des Académies

#### Prix de l'Académie des sciences
- Le prix "René Turpin" d'oncologie : Jean-Philippe Girard en 2012[73]
- Le prix "Axa-Académie des Sciences": Hélène Botella en 2012[74]

#### Prix de l'Académie nationale de médecine
- Le prix "Gallet et Breton" attribué à Jean-Philippe Girard en 2013 pour son travail "HEV : les vaisseaux sanguins qui luttent contre les tumeurs."[75]
- Le prix de l'Académie nationale de médecine[76], récompense tous travaux sur l’environnement et ses conséquences sur la santé humaine: Corinne Cayrol en 2019[76].

#### Prix de l'Académie des sciences, inscriptions et belles-lettres de Toulouse
- Le prix de Dominique Clos: Oriane Bombarde en 2011[77]
- Le prix d'Edouard Maurel : Thomas Portet en 2011[77]
- Le prix de Paul Sabatier en chimie: Chloé Mauroy en 2011[77]
- Le prix de Paul Sabatier en biologie : Jean-Michel Escoffre en 2011[77] et Christine Moussion en 2012[78]
- Le prix de Sanofi récompense la recherche translationnelle en biologie-santé ayant abouti à des applications concrètes : Alexandre Gouzy en 2014[79]
- Le prix de la Fondation Pierre Fabre récompense l'innovation pharmaceutique dans le domaine des maladies tropicales : Claire Lastrucci en 2015[80]
- Le prix "Bretesche" de la médecine récompense la recherche clinique ou biologique : Victor Laurent en 2016[81] , Anthony Troegeler en 2017[82] et Chloé Oudinet en 2020[83]

## L’IPBS en chiffres
L’IPBS est principalement soutenu par financement direct et indirect par le CNRS et l’Université Paul Sabatier, recouvrant les salaires de plus de 260 chercheurs. D’autres bailleurs de fonds comprennent l’Union Européenne, l’Occitanie (région administrative), l’industrie, les contrats publics, les associations caritatives et les prestations des plateformes technologiques.
Aujourd'hui, l’institut totalise 2200 publications, cinquante contrats européens et internationaux, plus de 300 thèses soutenues par des étudiants, 70 brevets déposés et huit startups accueillies en incubation.